# Eddie Jordan
Edmund Patrick „Eddie” Jordan (ur. 30 marca 1948 w Dublinie, zm. 20 marca 2025 w Kapsztadzie) – irlandzki specjalista do spraw Formuły 1. Założyciel zespołu Jordan Grand Prix. W jego zespole zadebiutował w Formule 1 Michael Schumacher. Zajmował się komentowaniem wyścigów Formuły 1 dla kanału BBC1. Pisywał również comiesięczne artykuły do F1 Racing. Patronował również organizacji charytatywnej zajmującej się dziećmi chorymi na raka.

## Życiorys
Eddie Jordan urodził się 30 marca 1948 roku w Dublinie. Jest synem Eileen i Paddy'ego Jordana. Posiada jedną siostrę, Helen. Gdy miał 10 miesięcy, Jordan zachorował na akrodynię. Wtedy to, jego rodzice za namową lekarzy przeprowadzili się z Dublina do Bray. Tam jego kondycja uległa poprawie. Eddie większość swojego dzieciństwa spędził w Bray, gdzie mocno zaprzyjaźnił się ze swoim wujkiem Lilianem. Odwiedzał go regularnie pod koniec tygodnia. W tych czasach, Eddie miał przezwisko „Flash”.
Swoją edukację rozpoczął w przedszkolu Świętej Anny w Milltown. Następnie spędził jedenaście lat w katolickiej szkole Synge Street CBS, gdzie panowały rygorystyczne kary za brak odpowiedniego przygotowania do lekcji. Pomimo tego, Jordan uznał poziom edukacji w tej placówce za wysoki. W wieku 15 lat, poważnie rozważał bycie kapłanem. W późniejszym okresie zrezygnował z tego pomysłu i odbył sześciotygodniowy kurs księgowości w dublińskiej szkole handlowej college of commerce. Po ukończeniu, rozpoczął pracę w Bank of Ireland. Podczas strajku bankowego w Dublinie w 1970, spędził wakacje w Jersey, pracując jako księgowy dla spółki elektrycznej w ciągu dnia oraz barman wieczorami. W tym okresie pierwszy raz miał styczność z kartingiem, wtedy też miał swój pierwszy (nieoficjalny) wyścig. Pod koniec lat siedemdziesiątych założył zespół wyścigowy Jordan Grand Prix. Debiut w F1 miał miejsce w 1991, w którym zwyciężył 4 Grand Prix. W 2005 sprzedał zespół i zaczął pracować jako komentator dla BBC1, a później Channel 4.